# Poales
Poales este un ordin mare de plante monocotiledonate, ce include familii de plante ca poaceae, bromeliade și Cyperaceae. În prezent sunt cunoscute 16 familii de plante care fac parte din ordinul Poales.

## Clasificare

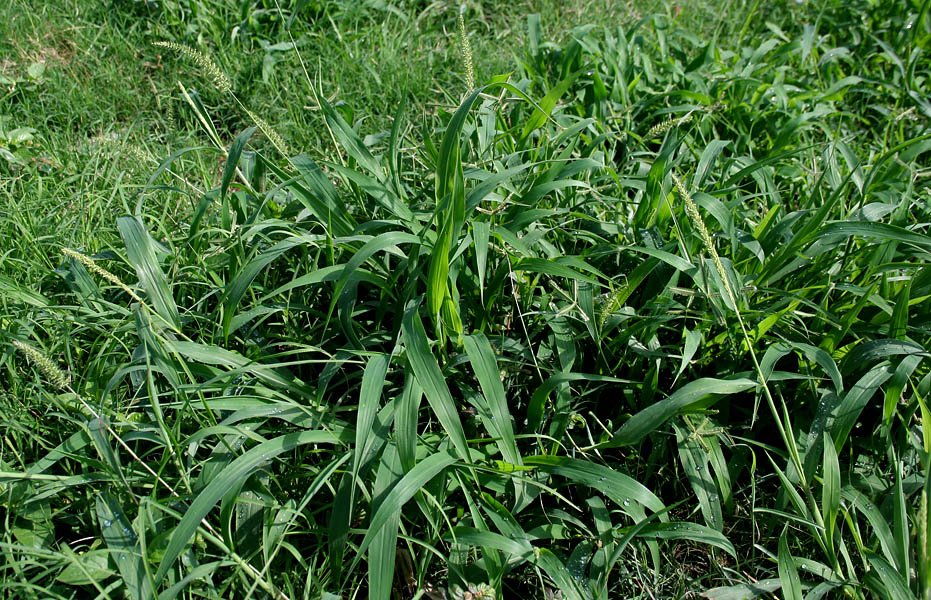
Setaria verticillata din familia Poaceae

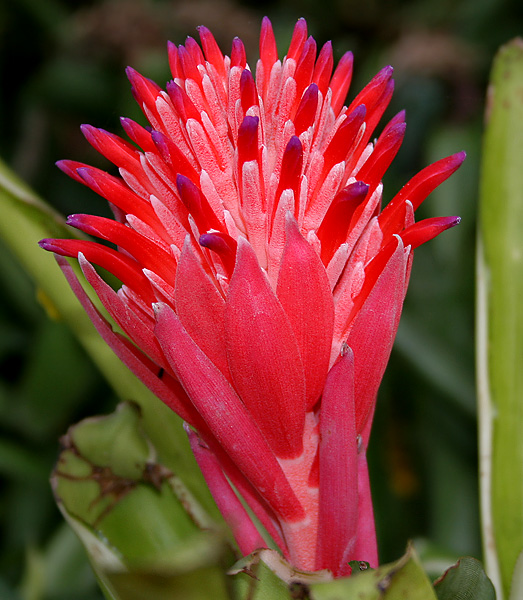
Billbergia pyramidalis din familia Bromeliaceae

Sistemul APG III (2009) acceptă ordinul și îl plasează în încrengătura commelinide, în monocotiledonate. Taxonomia ordinului este după cum urmează:
- ordinul Poales
familia Anarthriaceae
familia Bromeliaceae
familia Centrolepidaceae
familia Cyperaceae
familia Ecdeiocoleaceae
familia Eriocaulaceae
familia Flagellariaceae
familia Joinvilleaceae
familia Juncaceae
familia Mayacaceae
familia Poaceae
familia Rapateaceae
familia Restionaceae
familia Thurniaceae
familia Typhaceae
familia Xyridaceae

Primul Sistem APG (1998) a adoptat acceași clasificare, deși utiliza numirea "commelinoide" și utiliza următoarea circumscripție (nu includea plantele din familiile Bromeliaceae și Mayacaceae în ordin):
- ordinul Poales
familia Anarthriaceae
familia Centrolepidaceae
familia Cyperaceae
familia Ecdeiocoleaceae
familia Eriocaulaceae
familia Flagellariaceae
familia Hydatellaceae
familia Joinvilleaceae
familia Juncaceae
familia Poaceae
familia Prioniaceae
familia Restionaceae
familia Sparganiaceae (acum inclusă în familia Typhaceae)
familia Thurniaceae
familia Typhaceae
familia Xyridaceae